# Nobilita
Nobilita byla vrstva bohatých a vlivných římských občanů, která se vytvořila na začátku 3. století př. n. l. a v následujícím období její příslušníci převážně obsazovali vysoké státní úřady v Římské říši.
Přeneseně znamená privilegovanou a zámožnou vrstvu společnosti i mimo římský stát.
Název pochází z latinského slova nobilis = vznešený. Vznik nobility je spojen s téměř dvousetletým bojem plebejů s patriciji za zrovnoprávnění. Plebejové v dlouholetých politických a hospodářských bojích dosáhli jednak politických ústupků (obsazování úřadů také příslušníky plebejských rodin, zřízení vlastních úředníků - tribunů lidu = lat. tribuni plebis), jednak hospodářské rovnoprávnosti. Rozhodujícím mezníkem, který ukončil boje, byl rok 287 př. n. l., kdy byl přijat Hortensiův zákon (lex Hortensia). Podle něj bylo rozhodnutí shromáždění plebejů (kterých se mohli účastnit jen plebejové) závazné také pro patricije bez schválení senátem (předtím byl souhlas senátu potřebný). Tímto zákonem plebejové získali rozhodující zákonodárnou iniciativu a výrazný politický vliv v římské republice. Vyrovnaly se rozdíly mezi bohatými patriciji a bohatými plebejci. Z jejich řad se v následujícím období převážně volili římští úředníci (edili, prétoři, konzulové). Do řad nobility jen těžko pronikali noví lidé (homo novus), kteří rozšiřovali politickou základnu římské republiky.